# Cirrus Airlines
Cirrus Airlines Luftfahrtgesellschaft mbH — бывшая авиакомпания, базировавшаяся в Саарбрюккене Германия. Выполняла чартерные и регулярные перевозки, последние — от имени Lufthansa и Swiss International Air Lines. Её основная база — Аэропорт Мангейм.

## История
Cirrus Airlines была основана в феврале 1995 года как Cirrus Luftfahrtgesellschaft mbH и выполняла только чартерные перевозки. В марте 1998 года Cirrus Airlines получила лицензию на выполнение регулярных перевозок между Саарбрюккеном и Гамбургом. В августе 1999 года Cirrus забрала у другой немецкой авиакомпании Cosmos Air рейсы между аэропортами Мангейма и берлинским аэропортом Темпельхоф.
В феврале 2000 года были установлены партнёрские отношения с национальным авиаперевозчиком Lufthansa и компания стала членом франшизной группы Team Lufthansa. Далее последовал взрывной рост числа пунктов назначения авиакомпании.
Cirrus Airlines была членом компании группы Aviation Investment GmbH, включающей в себя Cirrus Maintenance, Cirrus Flight Training и nana tours. Группа эксплуатировала 22 самолёта и имела персонал более 500 человек (на январь 2010 года).

## Пункты назначения
Cirrus Airlines выполняла полёты по следующим направлениям: (на январь 2010 года):
- Внутренние регулярные перевозки: Берлин (аэропорт Тегель), Дрезден, Франкфурт-на-Майне, Эрфурт, Гамбург, Мангейм, Мюнхен, Мюнстер/Оснабрюк, Хоф/Плауэн и Штутгарт.
- Международные регулярные перевозки: Берн, Зальцбург и Цюрих. Также выполняются рейсы в Кишинёв, являющийся побратимом Мангейма.

## Флот
На январь 2010 года флот Cirrus Airlines состоял из следующих судов:
- 10 Dornier 328—100
- 2 Embraer E 170 (оба использовались для перевозок от имени Lufthansa).

Средний возраст самолётов Cirrus Airlines — 7,4 года.